# Physopleurus rafaeli
Physopleurus rafaeli là một loài bọ cánh cứng trong họ Cerambycidae.